# Helena Paparizou
Helena Paparizou, em grego Έλενα Παπαρίζου, (Boras, 31 de janeiro de 1982) é uma cantora greco-sueca que se tornou famosa ao vencer o Festival Eurovisão da Canção de 2005, realizado em 21 de maio em Kiev (Ucrânia).

## Biografia

### Infância e adolescência
Helena Paparizou nasceu em 31 de janeiro de 1982 in Boras, Gotalândia Ocidental, Suécia, filha dos imigrantes gregos Georgios e Efrosini Paparizou. Ela cresceu em Örgryte, bairro de Gotemburgo.
Seu pai veio de Volos e sua mãe de Carditsa. Ela tem uma irmã chamada Rita e um irmão chamado Dinos.
Ainda em criança foi-lhe diagnosticado um problema respiratório do qual ainda hoje sofre levando com ela um inalador para todos os concertos.
Os seus talentos artísticos e esforço para melhorar se destacaram logo cedo, com ela a participar em diversas a(c)tividades de canto, dança e teatro, além dos seus estudos escolares. Com sete anos começou a aprender piano, ballet e danças tradicionais. Quando tinha 13 anos decidiu que queria ser cantora e começou a preparar-se para a sua carreira. Aos catorze anos criou com três amigos latino-americanos a banda de hip hop "Soul Funkomatic". Dois anos mais tarde a banda separou-se e foram-lhe oferecidos diversas propostas às quais teve de recusar porque a sua mãe achava que ela era demasiado nova para sair de casa.
Em 1998 a Elena perdeu 13 dos seus melhores amigos num incêndio numa discoteca em Gotemburgo onde decorria uma festa na qual ela também estaria se a sua mãe a tivesse deixado ir. Depois da perda dos amigos decidiu abandonar a carreira de cantora e centrou os seus estudos na escola artística onde estudou teatro,telivisão,dança e direcção. Em 1999 um DJ amigo do irmão pediu-lhe para fazer um demo do "Opa Opa". Elena disse que a letra era para um homem por isso convidou o seu amigo de infância Nikos Panagiotidis para cantar com ela.

#### 1999-2003-Antique
Helena, determinada a fazer sucesso e realizar seu sonho de ser uma artista, formou a dupla Antique com seu amigo (também greco-sueco) Nikos Panagiotidis, aos dezessete anos. A dupla rapidamente assinou seu primeiro contrato, com a gravadora sueca Bonnier. Seu primeiro single, ''Opa Opa'', virou um grande hit, recebendo disco de ouro após sua estreia em Agosto de 1999. A fama e sucesso subsequentes da banda, fortemente associada com a promoção da cultura grega, fez-os serem escolhidos para representar a Grécia no Festival Eurovisão da Canção de 2001, em Copenhague. A dupla alcançou o terceiro lugar com a canção, (I Would) Die for You. Embora Sakis Rouvas tenha igualado a colocação com Shake It em 2004, foi a melhor colocação da Grécia no festival até a vitória de Elena como artista solo em 2005.
O sucesso dos Antique na Eurovisão levou-os a gravar diversos álbuns multi-platinados, a fazer uma tournée Europeia e a colaborar com artistas famosos como Katy Garbi e Slavi Trifonov. Elena admitiu que o nome Antique reflecte a impressão que ela tinha da música grega quando era pequena, que era algo distante e fora de moda, algo que só associava às ferias de Verão na Grécia. Depois do sucesso dos Antique, a Elena decidiu seguir uma carreira a solo.

## Carreira a Solo

### Protereotita

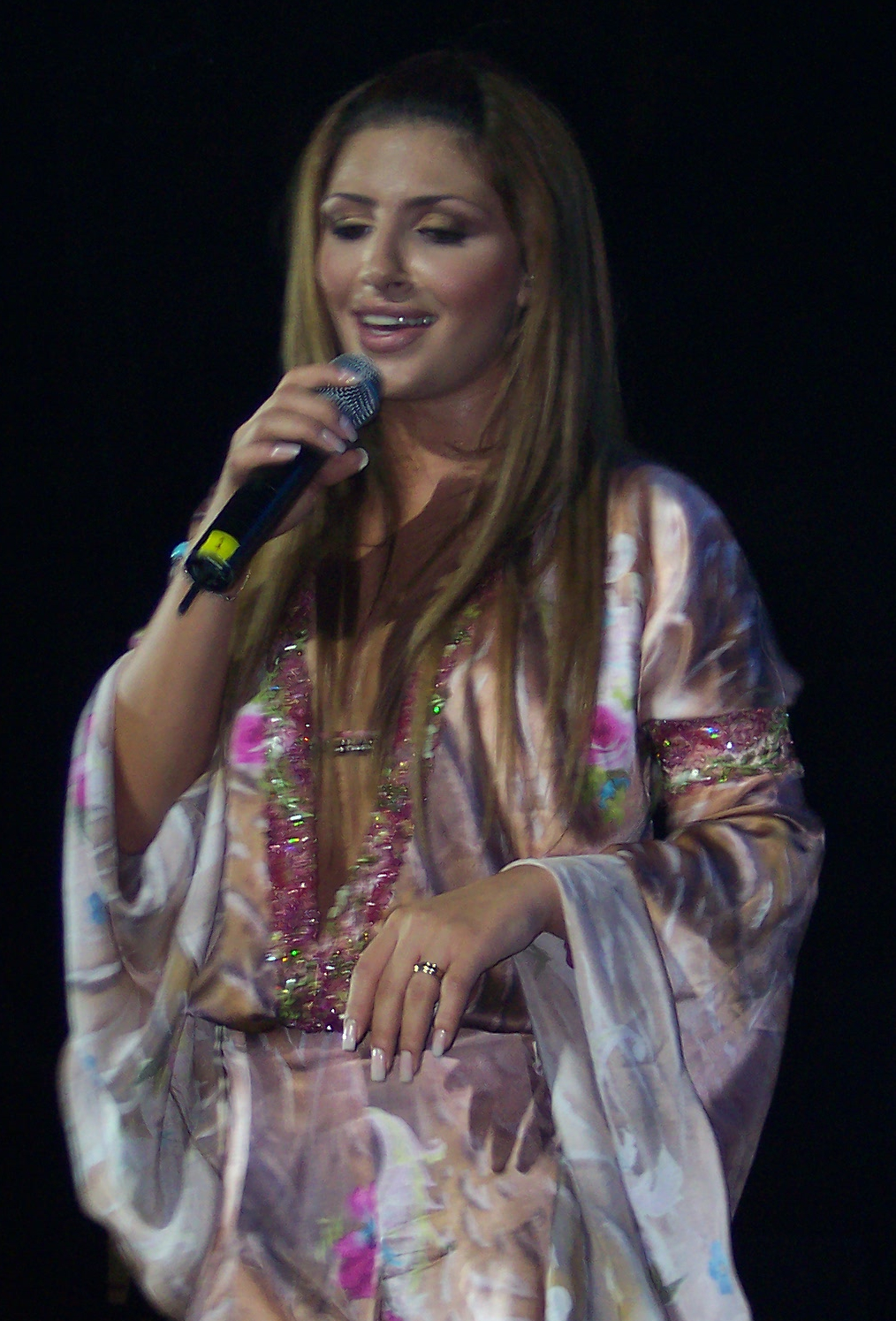
Helena Paparizou.

Apesar do sucesso do grupo, os Antique separaram-se amigavelmente em 2003 já que a banda tinha seguido o seu percurso natural, e a Elena começou a sua carreira a solo. Assinou contracto com a Sony Music Greece e lançou o seu primeiro single a solo "Anapantites Klisis" em Dezembro de 2003, uma canção especialmente escrita para ele pelo compositor Christos Dantos. O single vendeu bem e foi certificado disco de ouro na Grecia.
Durante o Inverno de 2003-2004 apareceu ao lado de um dos maiores cantores gregos Antonis Remos, no "Studio Pireos Nightclub". Na Primavera de 2004, lançou os seus primeiro álbum, Protereotita do qual Antithesis, Anamnisis, Katse Kala e Stin Kardia Mou Mono Thlipsi tornaram-se singles de sucesso. O álbum alcançou a certificação de dupla platina na Grécia após o enorme sucesso da Elena na Eurovisão.

### 2005:Vitória na Eurovisão
Devido à sua popularidade na Grécia, onde acabou por passar mais tempo que na Suécia, a Elena foi convidada para representar o país peloa segunda vez na Eurovisão 2005. Cantou 3 canções na final (my number one, Let's ge Wild e OK) ganhando por televoto a canção My Number One. Também ia entrar a canção The Light In Our Soul, mas foi desqualificada por já ter sido editada antes do concurso. A canção(my Number One) acabou por ganhar a Eurovisão 2005, trazendo pela primeira vez a Eurovisão para a Grécia.
Paparizou re-editou o seu primeiro álbum Protereotita na Grécia, com um segundo CD com as músicas da qualificatória para a Eurovisão e versões inglesas das suas antigas músicas como Anapantadis Klissis(I don't Want You in Here Anymore) and A brighter day(Andithessis). O cd com dez faixas também foi lançado separadamente para quem já tivesse o seu álbum de estreia.
Uma compilação de 16 faixas, intitulada My Number One, com as músicas da Eurovisão mais algumas músicas em inglês e algumas em Grego foi lançada na Europa, incluindo Portugal.
Durante o Verão e Outono de 2005, a Helena fez um tournée pela Australia e pela América do Norte com o artista Grego Nikos Kourkoulis, esgotando muitos espectaculos. Foi também nomeada a embaixatriz oficial do Turismo Grego, pelo ministro do Turismo da Grécia.
Durante o Outono, Elena também gravou o seu novo single "Mambo!". O single incluia também as músicas Panta Se Perimena e Asteria. O Cd Single manteve-se em primeiro no Top Grego por 10 semanas, incluindo a semana de Natal, atingindo o estatuto de platina. O single também foi lançado na Suécia, em Abril de 2006, onde se tornou disco de ouro por vender mais de 25.000 cópias, seguindo o lançamento de outros singles lá seguindo My Number One.
O álbum de estreia da Elena foi mais uma vez re-editado na Grécia contendo todas as músicas anteriores mais o single "Mambo!" e 3 novas músicas em grego

### 2006: Iparhi Logos & The Game of Love
No final de 2005, Elena voltou para o estúdio e gravou o seu segundo álbum em grego e o seu primeiro álbum em Inglês.
O seu segundo álbum em Grego (Iphari Logos), foi lançado na Grécia a 12 de Abril de 2006. Antes do lançamento, paparizou cantou a música Iphari Logos nos "Arion Music Awards". O álbum consiste em dois discos, o primeiro com doze novas músicas e o segundo consiste em 4 novas músicas mais 9 músicas cantadas ao vivo. O video do single Iphari Logos foi lançado no dia em que o álbum foi lançado. O terceiro single Gigolo foi um grande sucesso nas rádios. O álbum atingiu o topo do Top Grego e alcançou o disco de platina 7 meses mais tarde.
No dia 20 de Maio de 2006, a Helena abriu a Eurovisão 2006 em Atenas com "My Number One". Mais tarde durante o espectáculo cantou "Mambo!" para promover a sua canção internacionalmente, no entanto, a ERT mostrou reclames durante a actuação e assim não foi transmitido em muitos países. Ela entregou o prémio de vencedor da eurovisão 2006 ao grupo Lordi, como é tradição. Durante a conferência de impressa a Helena disse que as canções "Mambo" e "Gigolo" seriam lançadas em inglês como singles numa tentativa de lançar a sua carreira internacional. A canção "Mambo!" já tinha sido lançada na Suécia num cd-single de duas faixas atingindo o número 5 no top de singles. "Mambo!" apareceu nos tops de alguns países , mas apenas atingiu sucesso moderado fora da Suécia, acabando por atingir a 18º posição na Bélgica e 54º na Europa e não houve um lançamento oficial na Europa.

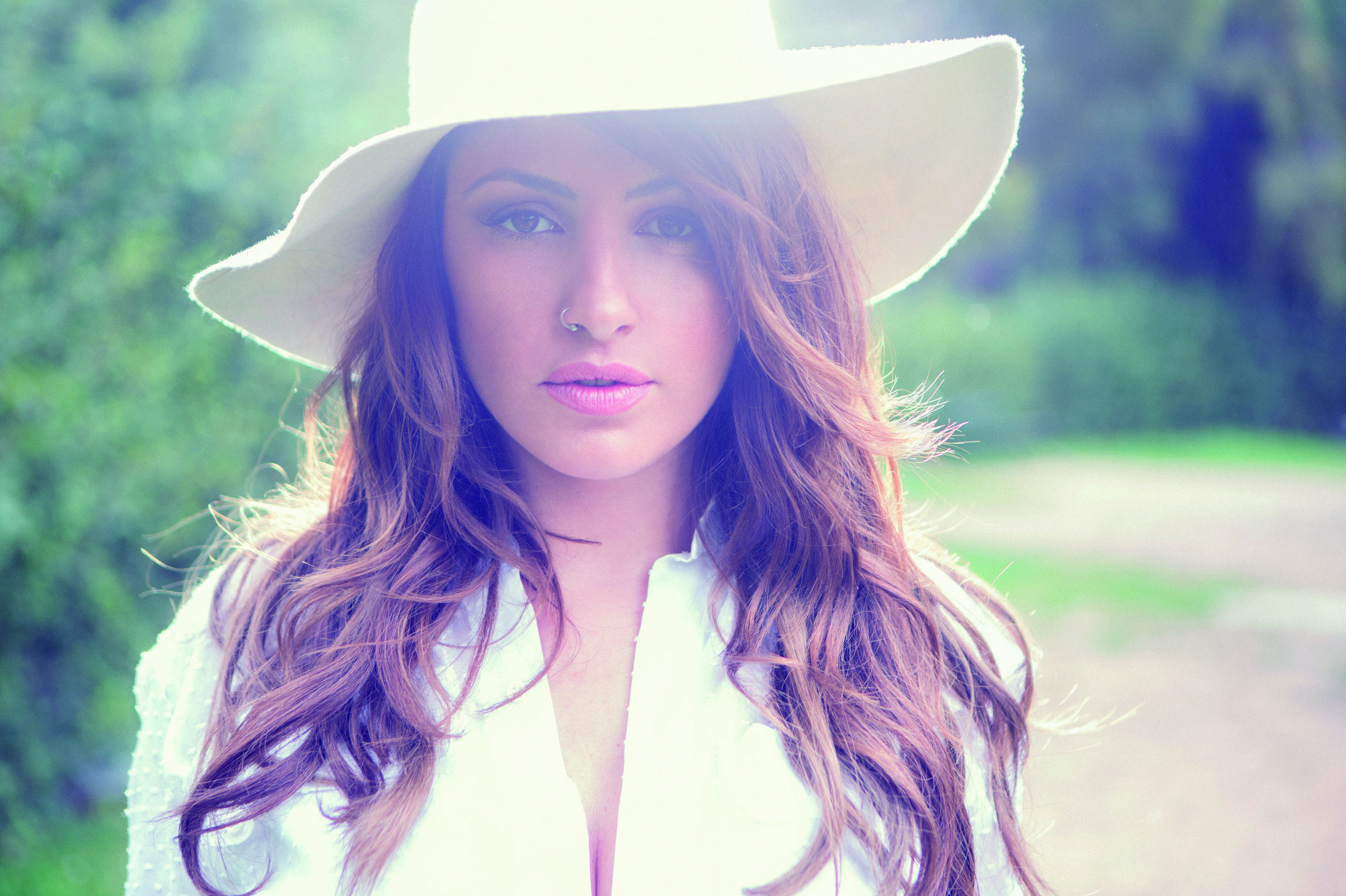
Uma capa de álbum musical de "Ti Ora Tha Vgoume?".

Alguns cd-promo foram lançados no Reino Unido no dia 13 de Novembro pela gravadora AATW. Um remix de Mambo! foi incluído na compilação Dancemania lançada a 4 de Setembro. No entanto, o single apenas atingiu a posição 185 no top britânico. No APC All Time 1000 Tracks na Europa o Mambo! apareceu na 351 posição tendo passado 37 semanas no top.
A canção "Heroes" foi lançada na Suécia e Finlândia no dia 7 de Agosto e foi a música oficial dos Europeus de Atletismo de 2006 realizados na terra natal da Helena Gotemburgo. A música foi cantada or ela no inicio do evento. Heroes atingiu 1ªposição no top sueco de singles. No dia 22 de Agosto, My Number One foi lançado nos EUA pela gravadora Moda Records através de um cd-single que continha 10 remixes e o radio edit, acabando por atingir a oitava posição no top BillBoard Hot Dance Club Play. Estava planeado lançar "Mambo" nos EUa mas como este single e os outros do álbum Game Of Love não atingiram sucesso fora da Suécia este plano foi abortado estando a música apenas disponível no iTunes. Em 2011, foi eleita uma das 7 Maravilhas da Eurovisão no site eurovisivo ESCPortugal!

## Álbuns
- Protereotita (2004)
- My Number One - EP (2005)
- Iparhi logos (2006)
- The Game Of Love (2006)
- Vrisko To Logo na Zo (2008)
- Giro Apo T'Oneiro (2010)

## Singles
- Anapántites Klíseis (2004)
- My Number One - Single (2005)
- Mambo (2006)
- Heroes (2006)
- Gigolo (2006)
- Baby, It's Over (2011)